# Vialer (växter)
Vialer (Lathyrus) är ett släkte av ärtväxter. Vialer ingår i familjen ärtväxter. Det finns omkring 160 arter av Lathyrus; de förekommer i de tempererade områdena på båda halvkloten och även i bergiga delar av Afrika.

## Biologi
Vialer är ett- till fleråriga örter, upprätta, krypande eller klättrande. Stjälkarna är ofta vingkantade. Bladen är vanligen parbladiga och uddbladet kan vara ombildad till ett klänge eller borst. Småbladen är två till många, i sällsynta fall saknas de helt, helbräddade och enkla. Stipler oftast stora. Blommorna ensamma, eller vanligen flera i en klase som kommer i bladvecken. Blommorna är ofta stora och färggranna, typiska för familjen. Frukten är en tillplattad balja med två till många frön.
Vialer liknar mycket vickrar men har en pistill som är tillplattad mot spetsen och bladparen är ofta få (0-4). Vickrar har en rundad pistill som smalar av mot spetsen och bladparen är många.
Fröna hos några vialarter innehåller en giftig aminosyra, som om de förtärs i stora mängder kan orsaka en allvarlig sjukdom, lathyrism.
Många arter är viktiga kulturväxter, både grödor och prydnadsväxter. Den mest kända arten torde vara luktärt.

## Odling
Arter med upprätta stjälkar och med fler än ett bladpar är lundväxter, medan resten, inklusive strandvial växer bäst i full sol, i väldränerad jord. Förökas med frön eller delning.

## Hybrider
Trots att det ibland rapporteras om hybrider, har det bland europeiska och asiatiska arter visat sig omöjligt att få fram korsningar.

## Synonymer
Arter som utan klänge har tidigare samlats i släktet Orobus. Dessa heter oftast "ärt" på svenska; Gökärt (Lathyrus linifolius), vippärt (Lathyrus niger) och vårärt (Lathyrus vernus).
- Anurus Presl
- Aphaca L.
- Cicercula Medikus
- Clymenum L.
- Graphiosa Alef.
- Lastila Alef.
- Menkenia Bubani
- Navidura ALef.
- Nissolia Jacq.
- Ochrus Miller
- Orobus L.

## Bildgalleri

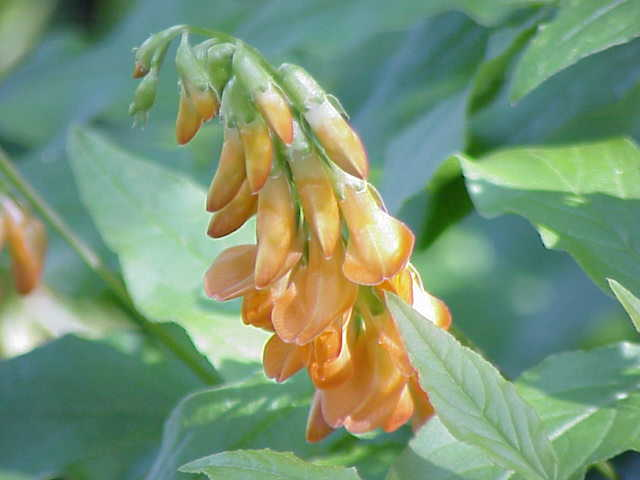
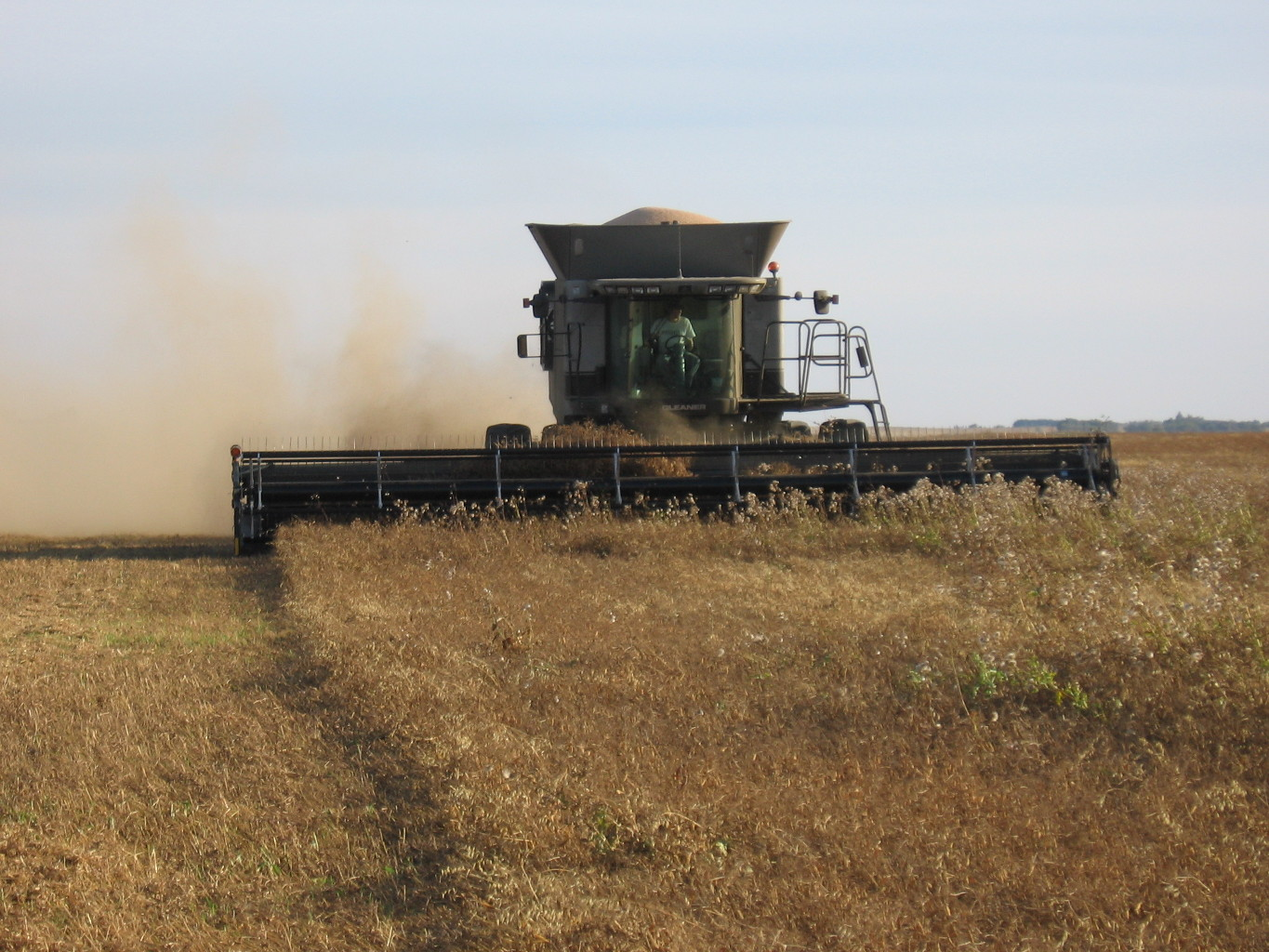
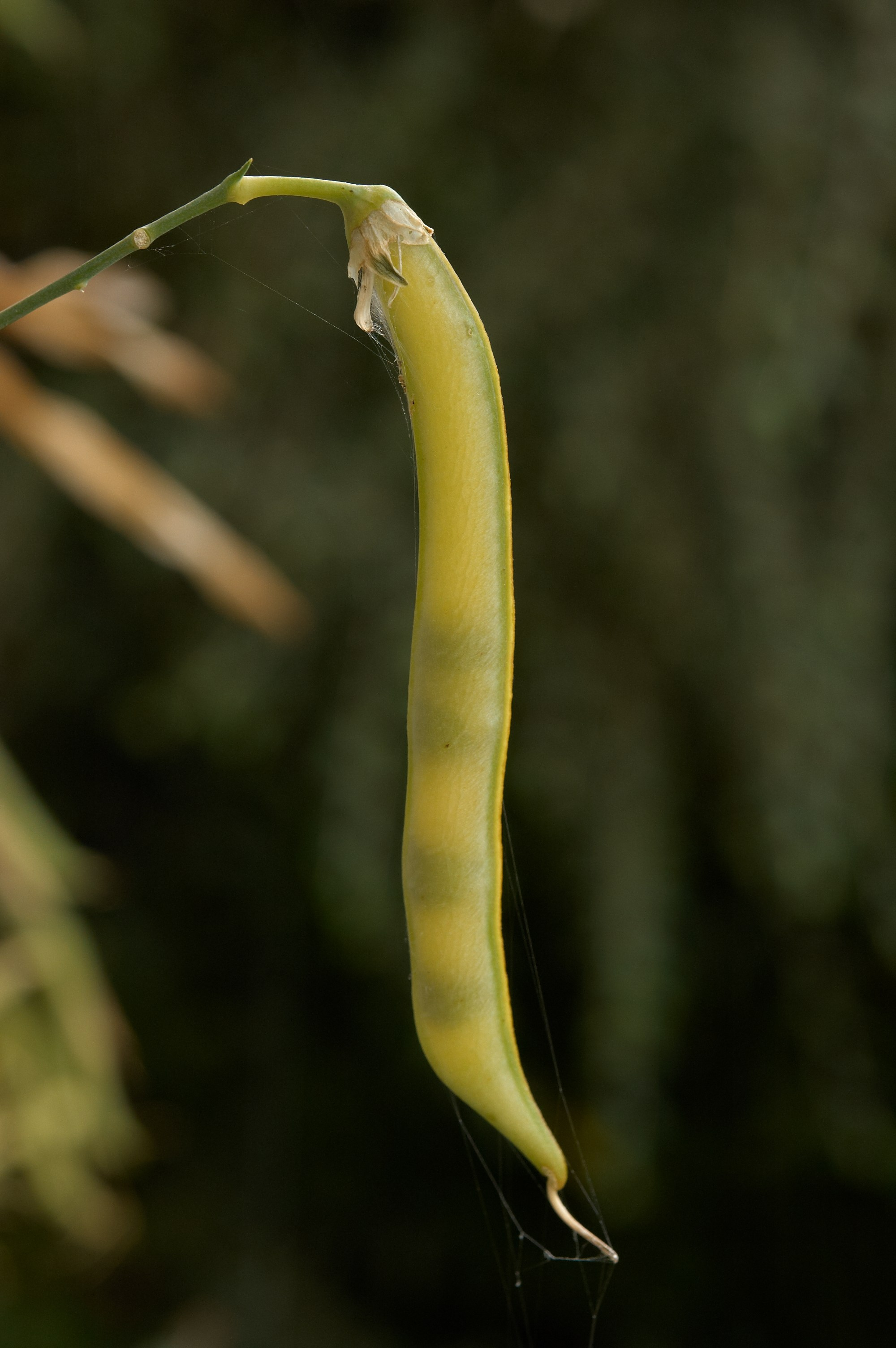
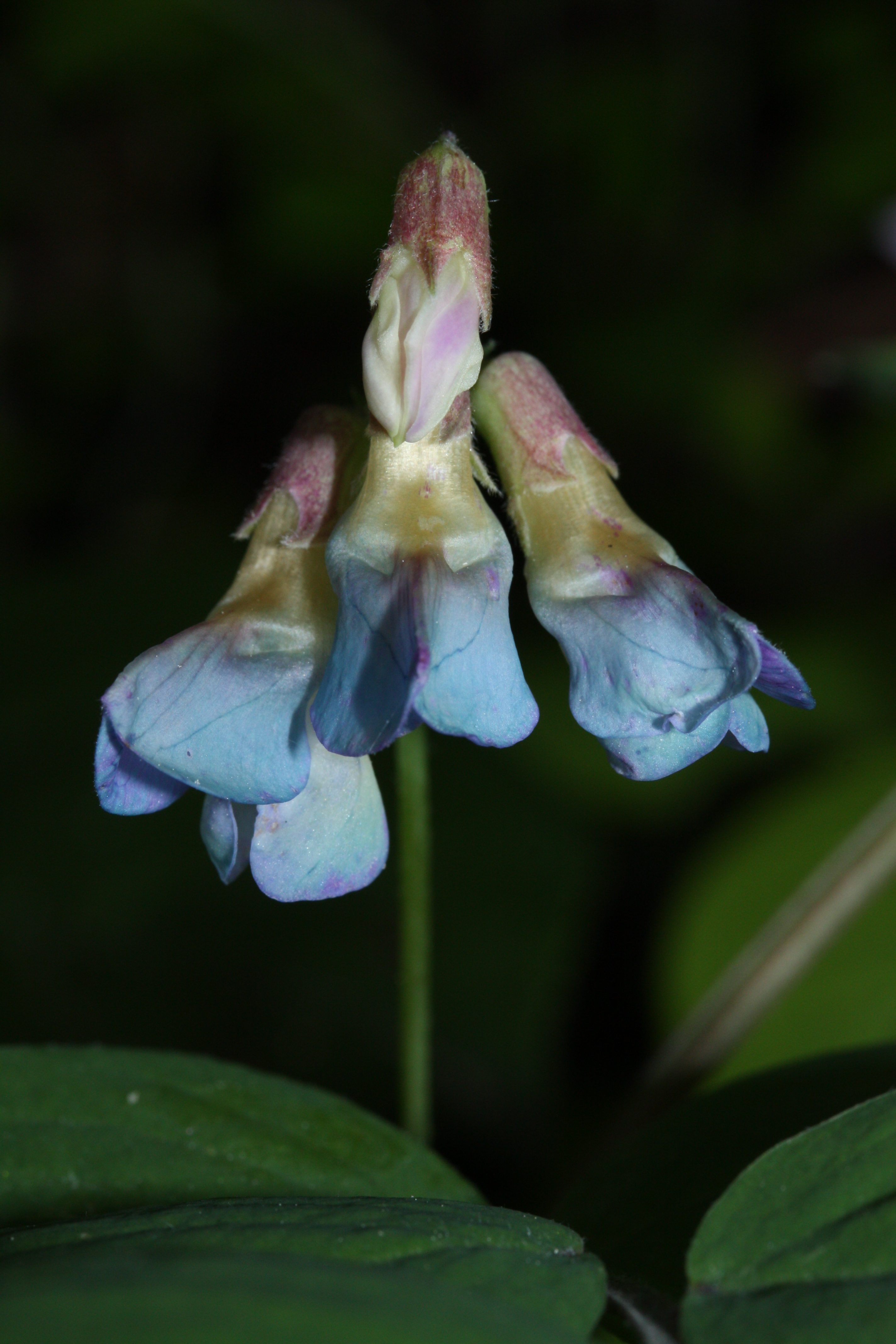
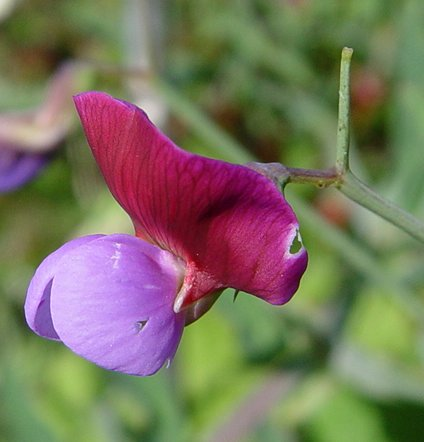

## Dottertaxa till Vialer, i alfabetisk ordning[1]
- Lathyrus allardii
- Lathyrus alpestris
- Lathyrus amphicarpos
- Lathyrus angulatus
- Lathyrus anhuiensis
- Lathyrus annuus
- Lathyrus aphaca
- Lathyrus arizonicus
- Lathyrus atropatanus
- Lathyrus aureus
- Lathyrus bauhinii
- Lathyrus berteroanus
- Lathyrus biflorus
- Lathyrus bijugatus
- Lathyrus bijugus
- Lathyrus binatus
- Lathyrus blepharicarpus
- Lathyrus brachycalyx
- Lathyrus brachyodon
- Lathyrus cabreranus
- Lathyrus campestris
- Lathyrus cassius
- Lathyrus caudatus
- Lathyrus chloranthus
- Lathyrus cicera
- Lathyrus ciliatidentatus
- Lathyrus cirrhosus
- Lathyrus clymenum
- Lathyrus coerulescens
- Lathyrus colchicus
- Lathyrus davidii
- Lathyrus delnorticus
- Lathyrus dielsianus
- Lathyrus digitatus
- Lathyrus dominianus
- Lathyrus emodi
- Lathyrus eucosmus
- Lathyrus filiformis
- Lathyrus fissus
- Lathyrus frolovii
- Lathyrus glandulosus
- Lathyrus gmelinii
- Lathyrus gorgoni
- Lathyrus graminifolius
- Lathyrus grandiflorus
- Lathyrus grimesii
- Lathyrus hallersteinii
- Lathyrus hasslerianus
- Lathyrus heterophyllus
- Lathyrus hierosolymitanus
- Lathyrus hirsutus
- Lathyrus hitchcockianus
- Lathyrus holochlorus
- Lathyrus hookeri
- Lathyrus humilis
- Lathyrus hygrophilus
- Lathyrus inconspicuus
- Lathyrus incurvus
- Lathyrus japonicus
- Lathyrus jepsonii
- Lathyrus komarovii
- Lathyrus krylovii
- Lathyrus laetiflorus
- Lathyrus laevigatus
- Lathyrus lanszwertii
- Lathyrus latidentatus
- Lathyrus latifolius
- Lathyrus laxiflorus
- Lathyrus ledebourii
- Lathyrus leptophyllus
- Lathyrus leucanthus
- Lathyrus linearifolius
- Lathyrus linifolius
- Lathyrus littoralis
- Lathyrus lomanus
- Lathyrus macropus
- Lathyrus macrostachys
- Lathyrus magellanicus
- Lathyrus marmoratus
- Lathyrus mulkak
- Lathyrus multiceps
- Lathyrus nervosus
- Lathyrus neurolobus
- Lathyrus nevadensis
- Lathyrus niger
- Lathyrus nigrivalvis
- Lathyrus nissolia
- Lathyrus nitens
- Lathyrus nivalis
- Lathyrus numidicus
- Lathyrus ochroleucus
- Lathyrus ochrus
- Lathyrus odoratus
- Lathyrus pallescens
- Lathyrus palustris
- Lathyrus pancicii
- Lathyrus pannonicus
- Lathyrus paraguariensis
- Lathyrus paranensis
- Lathyrus parodii
- Lathyrus parvifolius
- Lathyrus pastorei
- Lathyrus pauciflorus
- Lathyrus pisiformis
- Lathyrus polymorphus
- Lathyrus polyphyllus
- Lathyrus pratensis
- Lathyrus pseudocicera
- Lathyrus pubescens
- Lathyrus pusillus
- Lathyrus quinquenervius
- Lathyrus rigidus
- Lathyrus roseus
- Lathyrus rotundifolius
- Lathyrus sativus
- Lathyrus saxatilis
- Lathyrus setifolius
- Lathyrus sphaericus
- Lathyrus splendens
- Lathyrus stenophyllus
- Lathyrus subalpinus
- Lathyrus subandinus
- Lathyrus subulatus
- Lathyrus sulphureus
- Lathyrus sylvestris
- Lathyrus szowitsii
- Lathyrus tingitanus
- Lathyrus tomentosus
- Lathyrus torreyi
- Lathyrus tracyi
- Lathyrus transsilvanicus
- Lathyrus tremolsianus
- Lathyrus tropicalandinus
- Lathyrus tuberosus
- Lathyrus undulatus
- Lathyrus vaniotii
- Lathyrus venetus
- Lathyrus venosus
- Lathyrus vernus
- Lathyrus vestitus
- Lathyrus whitei
- Lathyrus vinealis
- Lathyrus woronowii
- Lathyrus zalaghensis
- Lathyrus zionis